# Manfreda maculosa
Manfreda maculosa är en sparrisväxtart som först beskrevs av William Jackson Hooker, och fick sitt nu gällande namn av Joseph Nelson Rose. Manfreda maculosa ingår i släktet Manfreda och familjen sparrisväxter. Inga underarter finns listade i Catalogue of Life.

## Bildgalleri

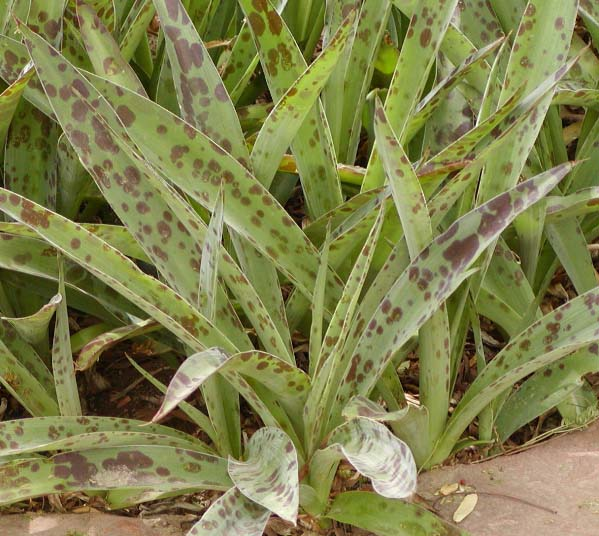
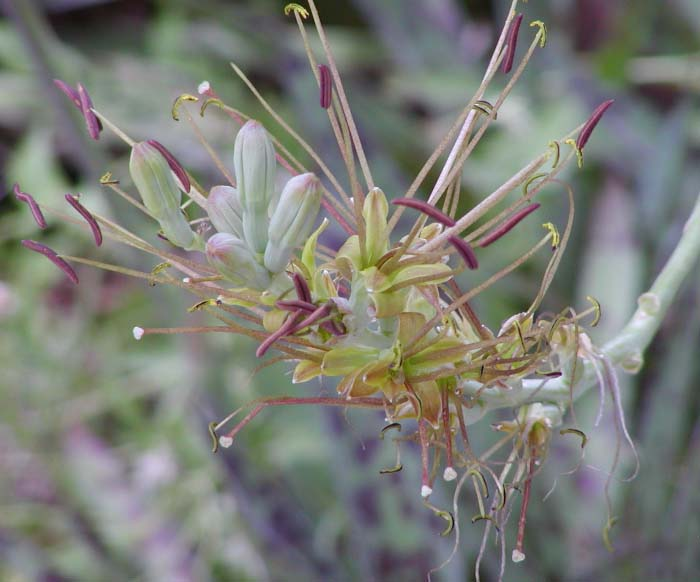
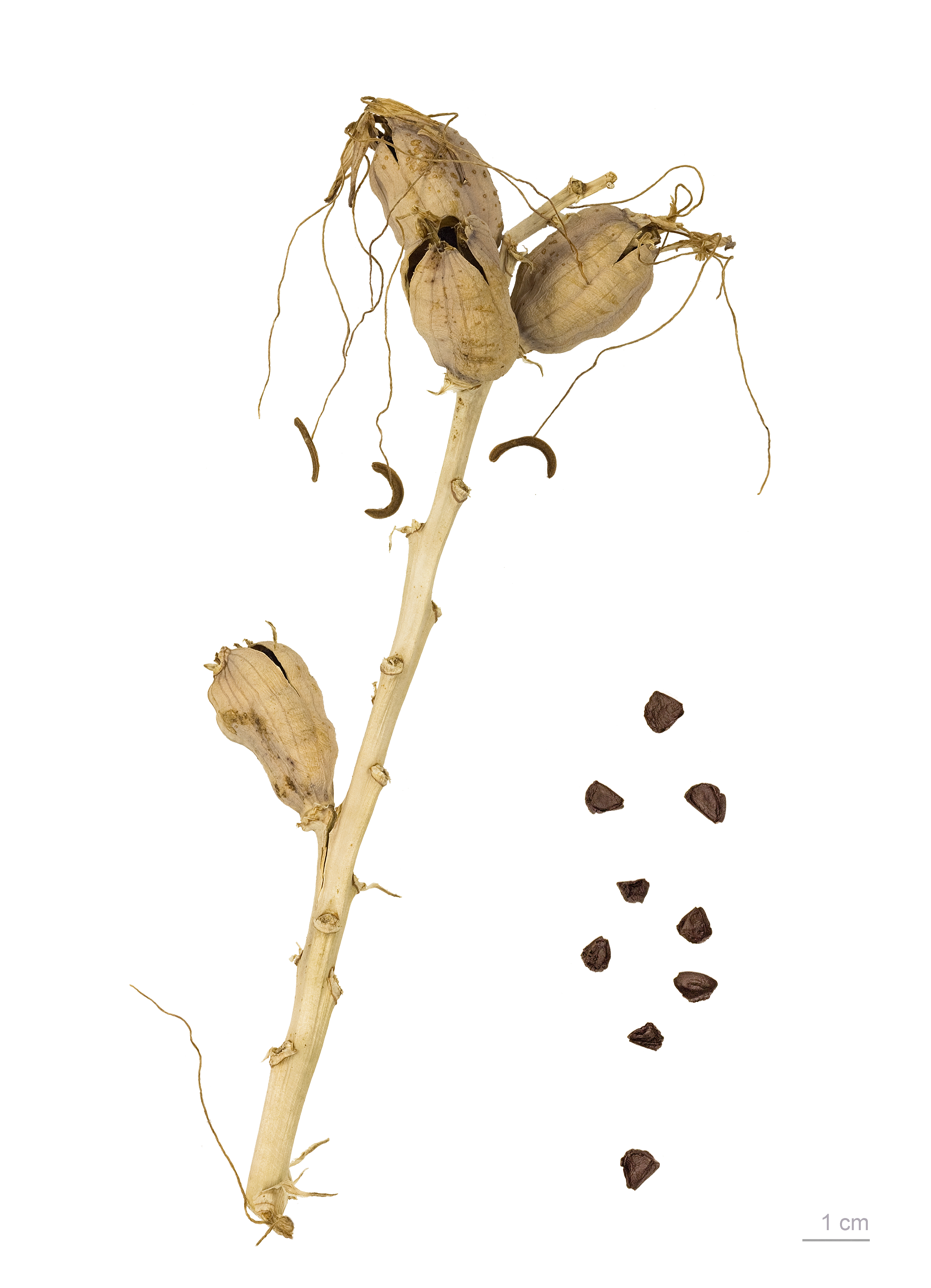